# Matilda (Roman)
Matilda ist ein Kinderroman des norwegisch-walisischen Schriftstellers Roald Dahl aus dem Jahr 1988. Er handelt von Matilda Wurmwald, einem 7-jährigen Wunderkind, ihrer geistig beschränkten Familie und einer tyrannischen Schuldirektorin.

## Handlung
Matildas Eltern kümmern sich kaum um sie, sondern achten mehr auf ihren älteren Bruder Michael. Ihr Vater ist ein Gebrauchtwagenhändler, der billig gekaufte Autos mithilfe von Betrug teuer weiterverkauft und damit viel Geld verdient. Matilda ist im Gegensatz zum Rest ihrer primitiven Familie sehr aufgeschlossen und hochbegabt, allerdings beachtet ihre Familie das gar nicht. Sie bringt sich im Kindesalter selbst Lesen, Schreiben und Rechnen bei, doch Vater und Mutter empfinden ihre Talente eher als lästig und schulen sie sogar zu spät ein.
In der Schule bemerkt Fräulein Honig (Miss Honey), ihre Lehrerin, dass Matilda sehr begabt und darum unterfordert ist. Sie setzt sich daher für eine Versetzung in die sechste Schulstufe ein. Die bösartige Direktorin Frau Knüppelkuh (Miss Trunchbull), die alle Kinder für verzogen hält, lehnt dies jedoch kategorisch ab.
Frau Knüppelkuh ist eine ehemalige Olympiateilnehmerin im Hammerwurf, die mit den Schulkindern äußerst brutal umgeht und zum Beispiel kleine Schulmädchen an den Zöpfen herumschleudert. Da entdeckt Matilda plötzlich, dass sie telekinetische Fähigkeiten besitzt. Zunächst weiß sie diese jedoch nicht recht einzusetzen und vertraut sich Fräulein Honig an.
Matildas Beziehung zu ihrer Lehrerin wird daraufhin immer intensiver, und sie besucht sie in ihrer äußerst ärmlichen Unterkunft. Bei dieser Gelegenheit erzählt Fräulein Honig, dass Frau Knüppelkuh ihre Tante ist, die sie um ihr Erbe gebracht hat und bei der sie nach dem Tod ihres Vaters unter strengsten Bedingungen aufgewachsen ist. Matilda ist so entsetzt über diese Enthüllung, dass sie beschließt, Frau Knüppelkuh mit ihren telekinetischen Fähigkeiten fortzutreiben, was ihr auch tatsächlich gelingt, indem sie ihr ein schlechtes Gewissen wegen des von ihr verschuldeten Todes von Fräulein Honigs Vater macht. Frau Knüppelkuh flieht, und Fräulein Honig bekommt das ihr zustehende Haus zurück.
Aber auch Matildas Eltern sehen sich gezwungen, zu fliehen, denn die Polizei, die sie schon lange überwacht, will Herrn Wurmwald seiner krummen Geschäfte wegen verhaften. Im letzten Augenblick gelingt es Matilda, ihre Eltern dazu zu bewegen, sie bei der Lehrerin leben zu lassen; dann fahren Vater, Mutter und der ältere Bruder nach Spanien und Matilda bleibt bei Fräulein Honig.

## Weibliche Rollenbilder im Roman Matilda
Einige Charaktere des Romans vermitteln Geschlechterstereotype, von denen insbesondere Matildas Familie typische Rollenbilder darstellt. Der Vater fungiert als „Oberhaupt“ und Ernährer der Familie, die Mutter als sehr bedacht auf ihr Aussehen und stereotype Hausfrau, sowie der Sohn Michael (Matildas Bruder) als Bewunderer des Vaters und idealisiert von den Eltern. Matilda hingegen ist ein Charakter, der sich den stereotypen Erwartungen ihrer Familie widersetzt, was diese sie auch spüren lässt. Sie ist clever, wissbegierig, neugierig und weiß sich mit ausgefuchsten Streichen gegen die Gemeinheiten der Erwachsenen zu wehren.
Manifestiert werden die stereotypen Ansichten zur weiblichen Rolle insbesondere durch problematische Aussagen von Frau Wurmwald. In einer Szene, bei der es um die Förderung von Matilda in der Schule geht, entgegnet sie der Lehrerin Fräulein Honig abweisend: „Von Blaustrümpfen halt ich nicht viel. Ein Mädchen sollte darüber nachdenken, wie es möglichst attraktiv wird, damit es später einen guten Mann erwischt. Schönheit ist viel wichtiger als Bücher, Fräulein Marmelade …“
Auch die Darstellung der weiblichen Rollen in Matildas weiterem Umfeld werden kritisch betrachtet. So wird die Antagonistin Direktorin Frau Knüppelkuh als bullige, grobe und aggressive Frau dargestellt und ihr somit „unweibliche“ Charakterzüge verliehen. Als Unterstützerin der Protagonistin Matilda wird Fräulein Honig hingegen als hübsche, kluge und eher passive Person dargestellt, was gesellschaftlich eher weiblich konnotiert wird und sich damit einem stereotypen Frauenbild bedient. Dennoch zeigt sie auch eine fortschrittliche Sicht auf das weibliche Potenzial und die Intelligenz.
Trotz der dargestellten weiblichen Rollenbilder entspricht Matilda selbst nicht dem weiblichen Stereotyp. Von ihren Charakterzügen besitzt sie zwar in Bezug auf ihre eigenen Fähigkeiten und ihren Intellekt Ähnlichkeiten zu der bescheidenen Art von Fräulein Honig, doch zeigt sie auch ganz klare Züge entgegen dieser weiblich konnotierten Eigenschaft. Sie ist rebellisch, geht klar ihrem Sinn für Gerechtigkeit nach und lässt sich nicht von den Erwachsenen einschüchtern.

## Adaptionen
Der Film Matilda unter der Regie von Danny DeVito kam 1996 in die Kinos.
Im Dezember 2010 wurde das Musical Matilda mit Texten von Dennis Kelly und Musik von Tim Minchin von der Royal Shakespeare Company uraufgeführt und spielt seit Oktober 2011 in London.
Eine Verfilmung des Bühnenmusicals, das Filmmusical Roald Dahls Matilda – Das Musical unter der Regie von Matthew Warchus, kam 2022 in die Kinos und auf Netflix.

## Auszeichnungen
2000: Blue Peter Book Award (Großbritannien)